# Médis
Médis és un municipi francès situat al departament del Charente Marítim i a la regió de la Nova Aquitània. L'any 2007 tenia 2.624 habitants.

## Demografia

### Població
El 2007 la població de fet de Médis era de 2.624 persones. Hi havia 1.062 famílies de les quals 249 eren unipersonals (121 homes vivint sols i 128 dones vivint soles), 420 parelles sense fills, 311 parelles amb fills i 82 famílies monoparentals amb fills.
La població ha evolucionat segons el següent gràfic:
Habitants censats

### Habitatges
El 2007 hi havia 1.276 habitatges, 1.086 eren l'habitatge principal de la família, 129 eren segones residències i 61 estaven desocupats. 1.211 eren cases i 33 eren apartaments. Dels 1.086 habitatges principals, 914 estaven ocupats pels seus propietaris, 150 estaven llogats i ocupats pels llogaters i 23 estaven cedits a títol gratuït; 8 tenien una cambra, 35 en tenien dues, 170 en tenien tres, 361 en tenien quatre i 513 en tenien cinc o més. 933 habitatges disposaven pel capbaix d'una plaça de pàrquing. A 474 habitatges hi havia un automòbil i a 541 n'hi havia dos o més.

### Piràmide de població
La piràmide de població per edats i sexe el 2009 era:
| Homes | Edats   | Dones |
| ----- | ------- | ----- |
| 4     | 95 o +  | 0     |
| 0     | 90 a 94 | 0     |
| 28    | 85 a 89 | 20    |
| 24    | 80 a 84 | 28    |
| 44    | 75 a 79 | 88    |
| 60    | 70 a 74 | 56    |
| 40    | 65 a 69 | 60    |
| 60    | 60 a 64 | 64    |
| 68    | 55 a 59 | 68    |
| 60    | 50 a 54 | 68    |
| 108   | 45 a 49 | 84    |
| 48    | 40 a 44 | 68    |
| 80    | 35 a 39 | 68    |
| 64    | 30 a 34 | 84    |
| 68    | 25 a 29 | 48    |
| 52    | 20 a 24 | 40    |
| 68    | 15 a 19 | 64    |
| 72    | 10 a 14 | 52    |
| 60    | 5 a 9   | 96    |
| 40    | 0 a 4   | 56    |

## Economia
El 2007 la població en edat de treballar era de 1.590 persones, 1.122 eren actives i 468 eren inactives. De les 1.122 persones actives 1.002 estaven ocupades (539 homes i 463 dones) i 120 estaven aturades (51 homes i 69 dones). De les 468 persones inactives 226 estaven jubilades, 122 estaven estudiant i 120 estaven classificades com a «altres inactius».

### Ingressos
El 2009 a Médis hi havia 1.118 unitats fiscals que integraven 2.707,5 persones, la mediana anual d'ingressos fiscals per persona era de 17.648 €.

### Activitats econòmiques
Dels 159 establiments que hi havia el 2007, 2 eren d'empreses extractives, 2 d'empreses alimentàries, 4 d'empreses de fabricació d'altres productes industrials, 32 d'empreses de construcció, 43 d'empreses de comerç i reparació d'automòbils, 12 d'empreses de transport, 9 d'empreses d'hostatgeria i restauració, 1 d'una empresa d'informació i comunicació, 3 d'empreses financeres, 11 d'empreses immobiliàries, 22 d'empreses de serveis, 12 d'entitats de l'administració pública i 6 d'empreses classificades com a «altres activitats de serveis».
Dels 43 establiments de servei als particulars que hi havia el 2009, 1 era una oficina del servei públic d'ocupació, 1 oficina de correu, 1 funerària, 5 tallers de reparació d'automòbils i de material agrícola, 1 autoescola, 4 paletes, 8 guixaires pintors, 3 fusteries, 8 lampisteries, 4 electricistes, 1 perruqueria, 4 restaurants i 2 agències immobiliàries.
Dels 12 establiments comercials que hi havia el 2009, 1 era una botiga de menys de 120 m², 1 una fleca, 1 una carnisseria, 1 una botiga de roba, 1 una botiga d'equipament de la llar, 1 una botiga d'electrodomèstics, 3 botigues de mobles, 1 una botiga de material esportiu, 1 una botiga de material de revestiment de parets i terra i 1 un drogueria.
L'any 2000 a Médis hi havia 31 explotacions agrícoles que ocupaven un total de 1.596 hectàrees.

## Equipaments sanitaris i escolars
L'únic equipament sanitari que hi havia el 2009 era una farmàcia.
El 2009 hi havia 1 escola maternal i 1 escola elemental.

## Poblacions més properes
El següent diagrama mostra les poblacions més properes.